# Courante (taniec)
Courante (kurant) – francuski taniec dworski popularny w XVI wieku o metrum 3/2, 6/4 lub 3/4. Wyróżnia się odmianę włoską i francuską tego tańca, gdzie charakteryzował się on skocznymi figurami choreotechnicznymi.

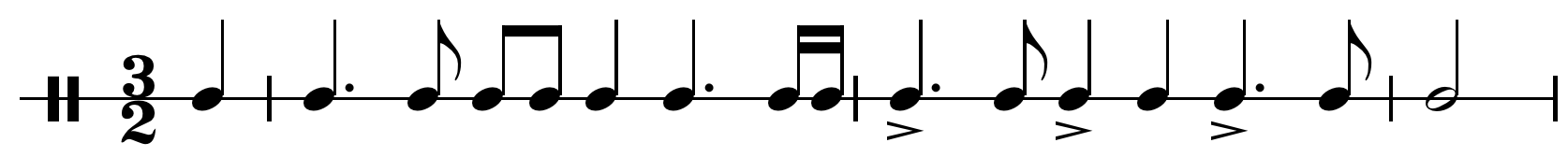
Zapis nutowy

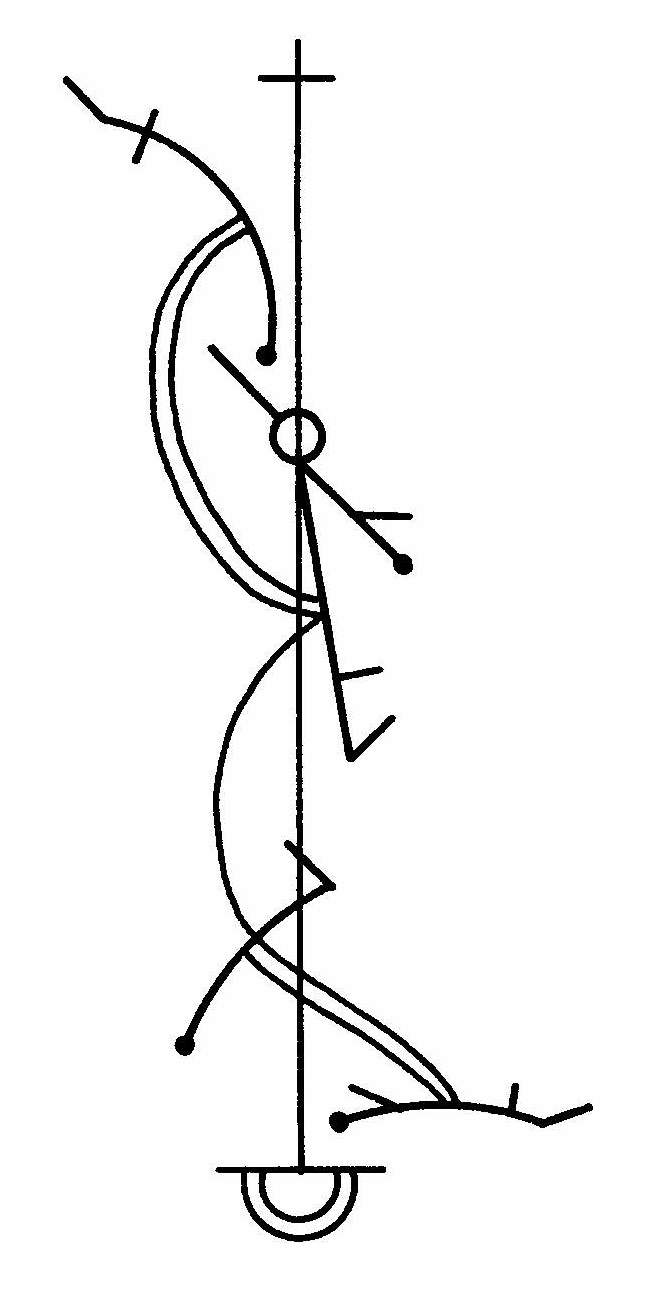
Zapis kroków

.